# Bentley 4½ Litre
Vous lisez un « article de qualité » labellisé en 2011.
Ne doit pas être confondu avec Bentley 4 Litre ou Bentley 4¼ Litre.
La Bentley 4½ Litre ou Bentley 4,5 Litre est une automobile sportive de luxe de la seconde moitié des années 1920, développée par le constructeur automobile britannique Bentley. Remplaçante de la Bentley 3 Litre, elle est particulièrement réputée au Royaume-Uni en tant que modèle emblématique des automobiles de course britanniques d’avant-guerre, et populaire pour cette phrase prononcée lors de sa conception par le fondateur de Bentley, Walter Owen Bentley : « There’s no replacement for displacement ». Par cette expression idiomatique, W.O. Bentley marque sa volonté de produire une automobile de course bien plus puissante via une augmentation importante de sa cylindrée.
À l’époque de la 4½ Litre, les grands constructeurs automobiles tels que Bugatti ou Lorraine-Dietrich s’affrontent aux 24 Heures du Mans, une course d’endurance créée quelques années plus tôt, où sont alignées des sportives toujours plus performantes et plus rapides ; une victoire en compétition permet en effet de rapidement se construire une réputation.
La 4½ Litre est produite à 720 exemplaires entre 1927 et 1931, dont 55 modèles disposant d’un moteur suralimenté – une version popularisée sous le nom de Bentley Blower. Certains de ces exemplaires remportent quelques épreuves, dont les 24 Heures du Mans. Si son palmarès sportif n’est pas particulièrement exceptionnel, la Bentley 4½ Litre bat néanmoins de nombreux records de vitesse absolue, dont le plus célèbre est remporté en 1932 sur le circuit de Brooklands avec une vitesse de 222,03 km/h.

## Contexte et développement

### Bentley aux 24 Heures du Mans

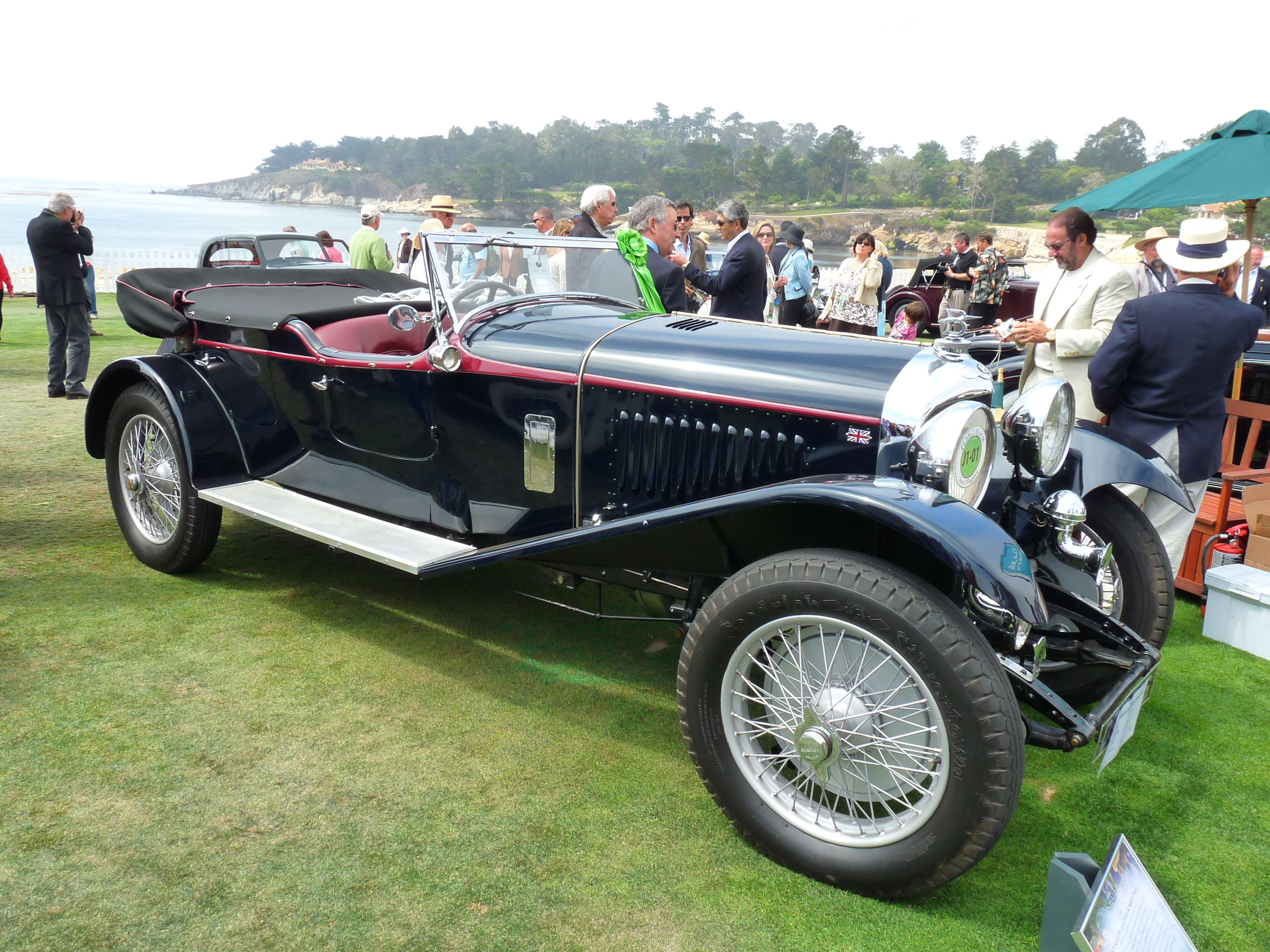
1929 4½ Litre portant la carrosserie d'origine quatre places de Thrupp & Maberly.

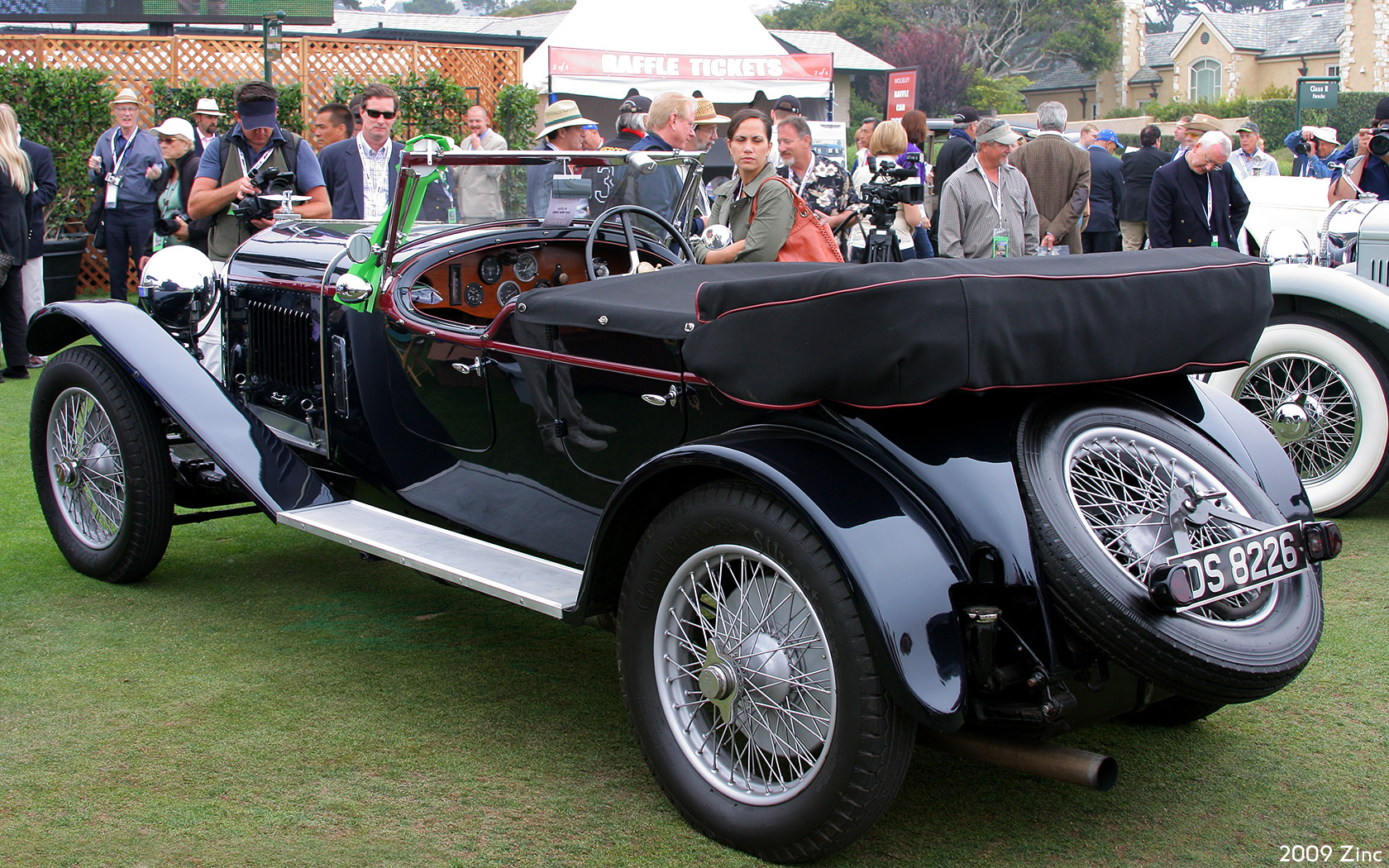
Peu de Bentley de l'entre-deux-guerres ont survécu avec leur carrosserie d'origine intacte.

Les 24 Heures du Mans, course d’endurance se déroulant sur 24 heures sur le circuit de la Sarthe et dont la première édition s’est tenue les 26 et 27 mai 1923, séduit déjà de nombreux pilotes, essentiellement français. Ce sont pourtant deux pilotes étrangers, le Britannique Frank Clement et le Canadien John Duff, qui remportent l’édition de 1924 au volant de la voiture personnelle de Duff, une Bentley 3 Litre, premier modèle produit par Bentley, constructeur britannique fondé par Walter Owen Bentley en 1919.
« Fabriquées avec rigueur et avec les meilleurs matériaux », et fort de ce récent succès, les luxueuses automobiles Bentley attirent l’attention. Après deux années sans succès pour Bentley, se constitue un groupe d’hommes britanniques fortunés, « unis par leur amour de l’insouciance, de la haute couture et de la vitesse », passionnés par les modèles de course de la marque et décidés à faire renouer Bentley avec le succès. À la fois pilotes et mécaniciens, ces hommes que l’on surnommera plus tard les « Bentley Boys » vont, entre 1927 et 1931, conduire les automobiles Bentley à la victoire dans de nombreuses courses – notamment aux 24 Heures du Mans où ils remporteront quatre victoires successives – et forger la réputation de la marque,.
C’est dans ce contexte qu’est développée en 1927 la Bentley 4½ Litre, une évolution de la 6½ Litre, essentiellement par la diminution de la cylindrée à 4,4 litres par retrait de deux cylindres. Néanmoins, à cette même date cohabitent déjà la 3 Litre ainsi que la 6½ Litre pour les catégories de plus hautes performances ; pourquoi avoir alors investi dans la conception d’une nouvelle automobile ? La réponse serait que la 3 Litre, vieillissante et sous-motorisée, doit être remplacée tandis que la 6½ Litre, « automobile vedette de Bentley », souffre d’une image écornée par des problèmes de pneumatiques,,,,.

### Tim Birkin et la Bentley Blower

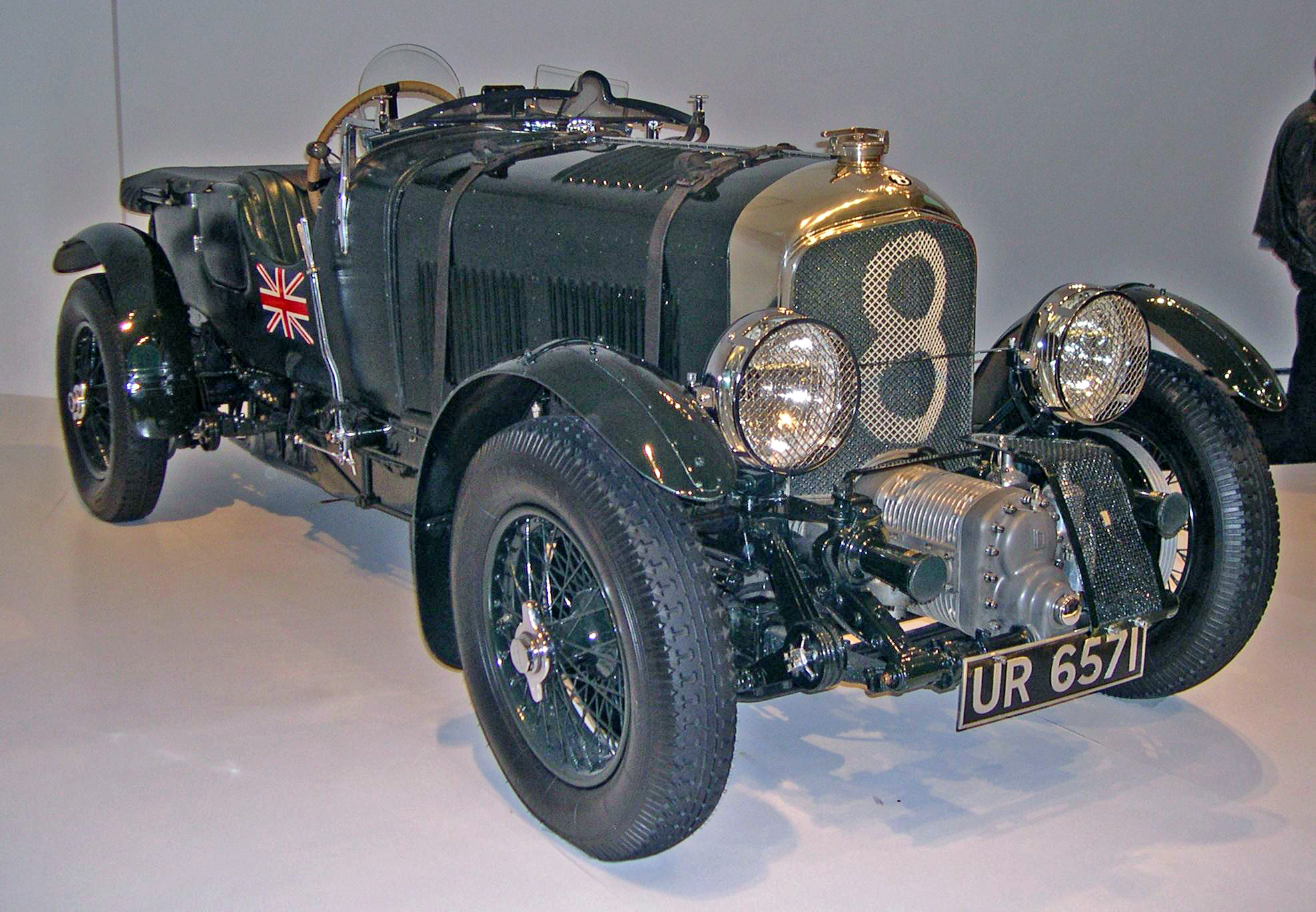
Une Bentley Blower de la collection automobile de Ralph Lauren.

Sir Henry « Tim » Birkin, qualifié de « plus grand pilote britannique de son temps » par W.O. Bentley, est un des Bentley Boys. Et refusant de s’en tenir à l’idée « aussi simple qu’immuable » que se fait Bentley des automobiles de course, selon laquelle l’augmentation de la cylindrée est préférable à la suralimentation pour accroître la puissance de ses modèles (« There’s no replacement for displacement »), Tim Birkin, aidé par d’anciens mécaniciens de Bentley, décide de produire une série de cinq modèles « Supercharged » tous destinés à la compétition aux 24 Heures du Mans ; l’idée lui est venue des Mercedes-Benz qui disposent depuis quelques années déjà de compresseurs.
Ainsi est née la Bentley Blower, officiellement présentée au British International Motor Show de Londres 1929, dont 55 exemplaires seront finalement produits par Tim Birkin et son équipe (dont fait partie Clive Gallop, ingénieur du département compétition de Bentley) dans un atelier de Welwyn Garden City afin de satisfaire au règlement des 24 Heures du Mans,, ; en effet, malgré ses réticences, voire son aversion pour les Blower,, W.O. Bentley ne peut s’opposer au projet de Birkin, ce dernier ayant obtenu le soutien de Woolf Barnato, le « chef » des Bentley Boys, dont la fortune a permis d’éviter le dépôt de bilan à Bentley en mai 1926, et plus tard en 1930, celui, surtout financier, de Dorothy Paget, une riche amatrice de sport hippique,. Cette dernière constitue d’ailleurs une équipe, dénommée « Hon. Miss Dorothy Paget », pour permettre aux Blower de participer aux 24 Heures du Mans 1930.

## Technique

### Bentley 4½ Litre

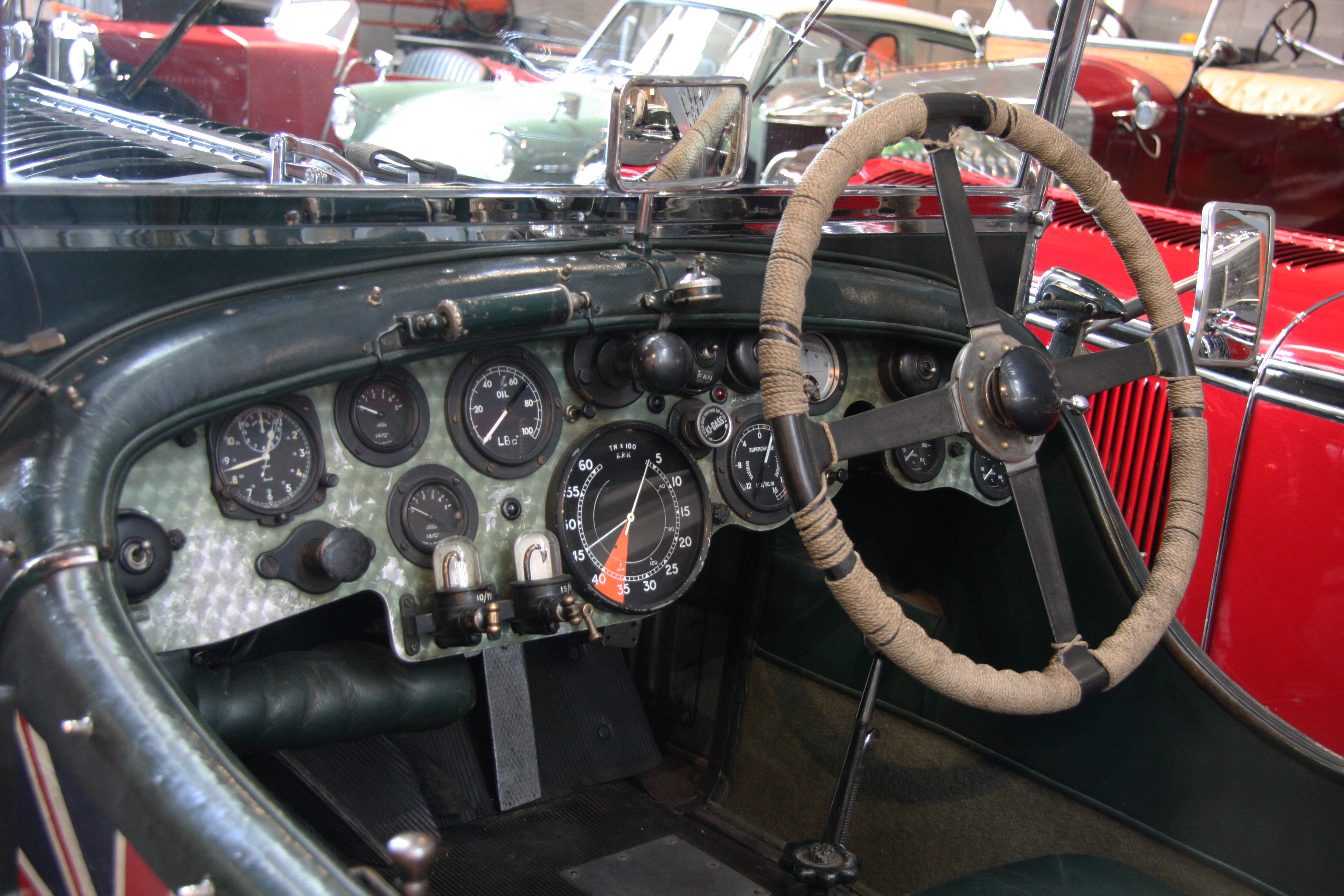
Tableau de bord d’une Bentley Blower sur lequel est visible la zone rouge à 4000 tr/min.

Si les Bentley 4½ Litre sont des automobiles lourdes (1 625 kg) et de dimensions généreuses avec 4 380 mm de longueur et 3 302 mm d’empattement, elles sont bien équilibrées et jouissent d’une direction rapide et précise. La boîte de vitesses est dotée de quatre rapports non synchronisés.
La robustesse du châssis en treillis réalisé en acier et renforcé par des traverses des 4½ Litre est une qualité très appréciée à cette époque, et il faut bien cela pour supporter le lourd moteur à 4 cylindres en ligne réalisé entièrement en fonte.
Associé à deux doubles carburateurs et un double allumage par magnétos Bosch, ce moteur, d’une cylindrée de 4 398 cm3 (alésage/course de 100 mm × 140 mm), est « résolument moderne » pour l’époque. La course importante lui confère par ailleurs un couple élevé pour une puissance de 110 ch (82 kW) pour la version de tourisme et 130 ch (96 kW) pour la version de course, et explique que le régime moteur est limité à 4 000 tr/min,. La distribution est quant à elle constituée d’un simple arbre à cames en tête actionnant cependant quatre soupapes par cylindre – technique de pointe pour l’époque puisque la plupart des automobiles n’en utilisent que deux – inclinées de 30°,.
Automobile de course avant tout, et dans le but de minimiser le temps d'immobilisation lors des arrêts ravitaillement, la Bentley est dotée d’un bouchon de remplissage du radiateur qui ne se dévisse pas mais se retire aisément d’un coup de levier ; le même système est également utilisé pour les bouchons des réservoirs d’huile et d’essence.
Les 4½ Litre sont par ailleurs pourvues d’une capote en toile solide tendue sur une structure en bois dénommée Weymann, du nom de son concepteur ; cette structure est bien évidemment très légère mais doit tout de même être résistante au vent, le règlement des 24 Heures du Mans entre 1924 et 1928 imposant de parcourir un certain nombre de tours capote fermée. Le volant, d’environ 45 cm de diamètre, est quant à lui tressé d’une solide corde bien serrée pour une tenue manuelle optimale.
En revanche, Bentley n’apporte aucune innovation au freinage assuré par de classiques et imposants freins à tambour à commande mécanique de 17 pouces – striés pour en améliorer le refroidissement – ni à la suspension par ressorts à lames semi-elliptiques, des essieux, rigides à l’avant comme à l’arrière.

### Bentley Blower

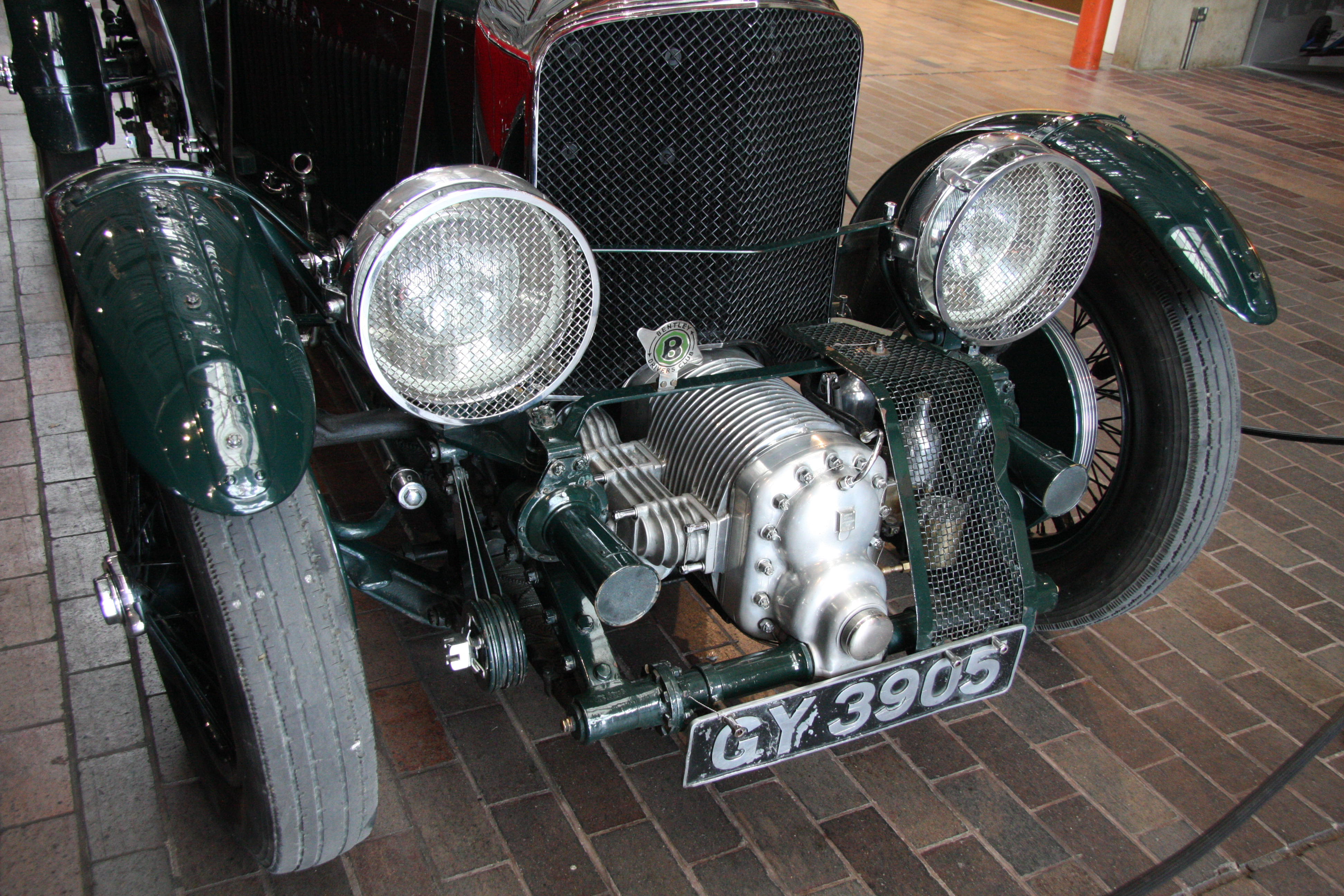
Le compresseur des Bentley Blower est placé devant la grille de radiateur.

Les différences majeures entre la Bentley 4½ Litre et la Blower résident bien évidemment dans le moteur. Celui de la Blower est en effet suralimenté par un compresseur mécanique conçu par l’ingénieur Charles Amherst Villiers. W.O. Bentley étant hostile à la suralimentation, considérant que « suralimenter un moteur Bentley serait pervertir son design et corrompre ses performances »,, il refuse que le moteur soit modifié pour y intégrer le compresseur ; ce dernier est donc placé en bout de vilebrequin, devant le radiateur, ce qui confère aux Bentley Blower un profil unique et aisément reconnaissable mais accentue leur comportement sous-vireur.
Une grille de protection permet de protéger les carburateurs, désormais placés à côté du compresseur, et les optiques de phares exposés aux chocs ; une protection similaire est utilisée (sur la 4½ Litre comme sur la Blower) pour le réservoir d’essence, placé à l’arrière, depuis qu’une pierre volante a percé le réservoir de la 3 Litre de Frank Clement et John Duff, engagée aux 24 Heures du Mans 1923, les privant probablement de la victoire,.
Villiers ayant opté pour un compresseur de type Roots – Roots blower en anglais, d’où le nom de la Bentley –, des poids d’équilibrage sur le vilebrequin, un autre modèle de pistons ainsi qu’une lubrification à carter sec ont néanmoins dû être adaptés au moteur. Ainsi suralimentées, les Bentley Blower, développant 175 ch (130 kW) à 3 500 tr/min pour la version de tourisme et 240 ch (177 kW) à 2 400 tr/min pour la version de course, sont finalement plus puissantes que les Bentley 6½ Litre qui disposent pourtant de deux cylindres supplémentaires,.

## Résultats sportifs

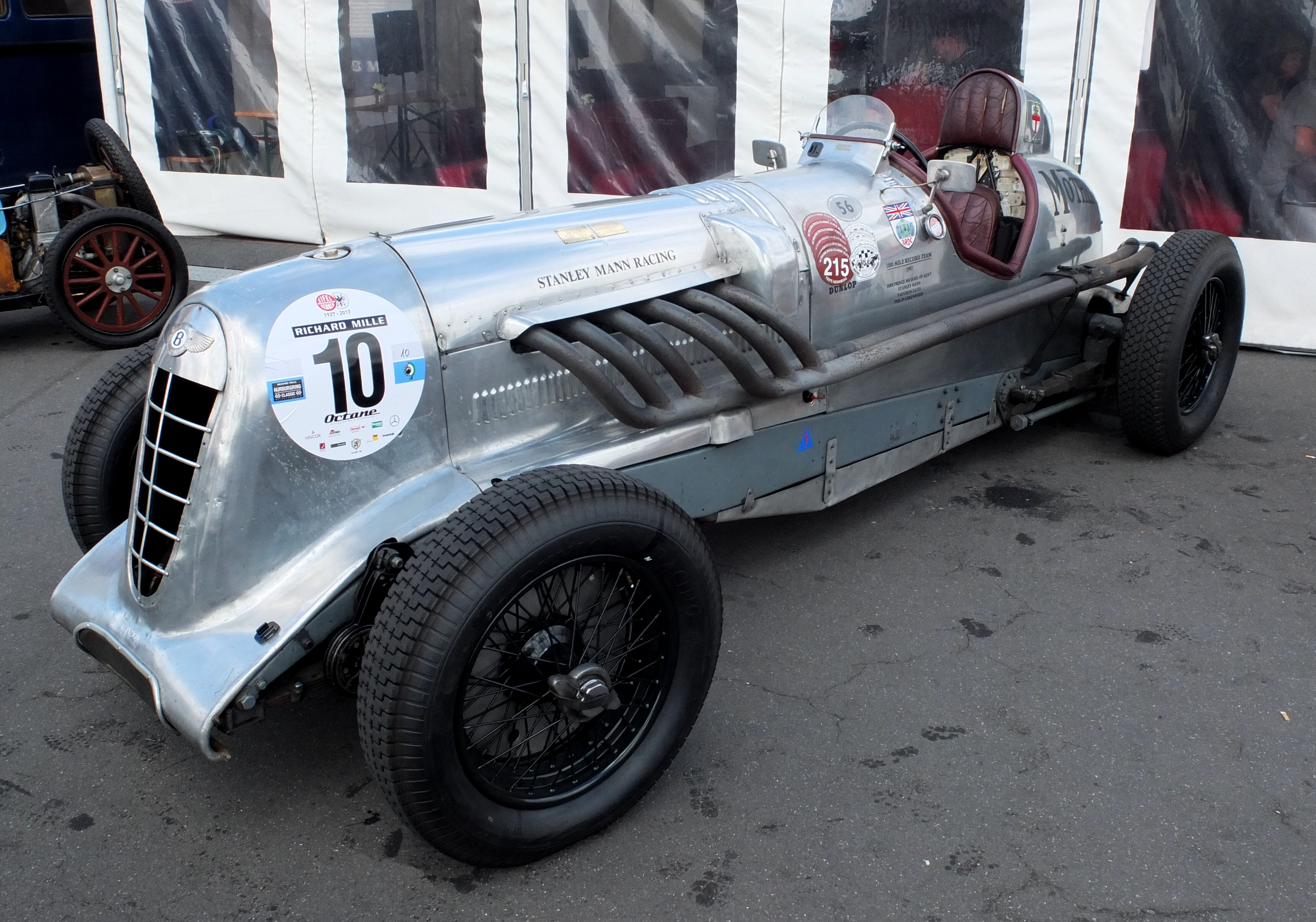
Une Bentley 4½ Litre « Mother Gun » de 1927 lors du Nürburgring Classic 2017.

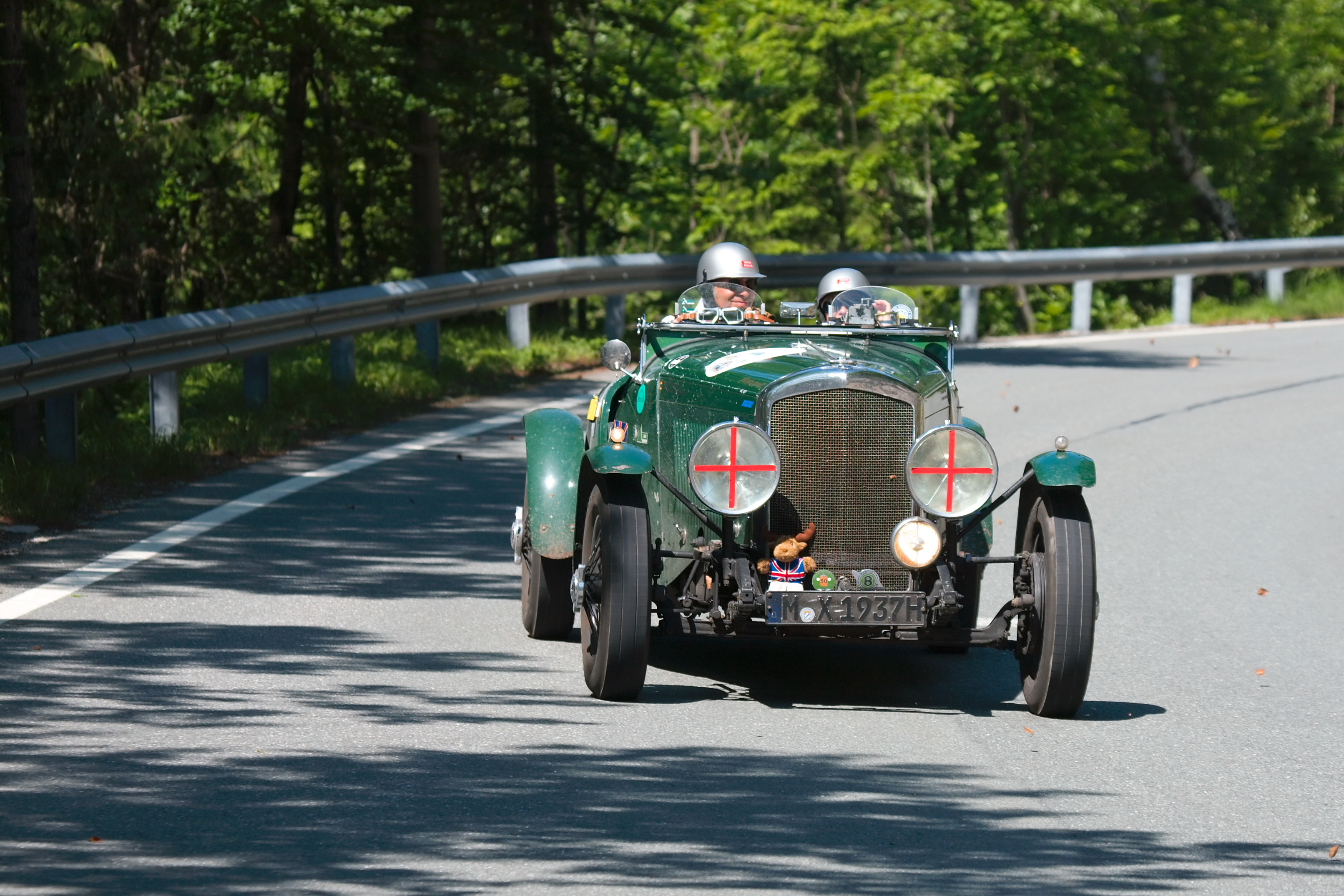
Une 4½ Litre au Gaisbergrennen 2009 dans sa livrée nationale, le British Racing Green.

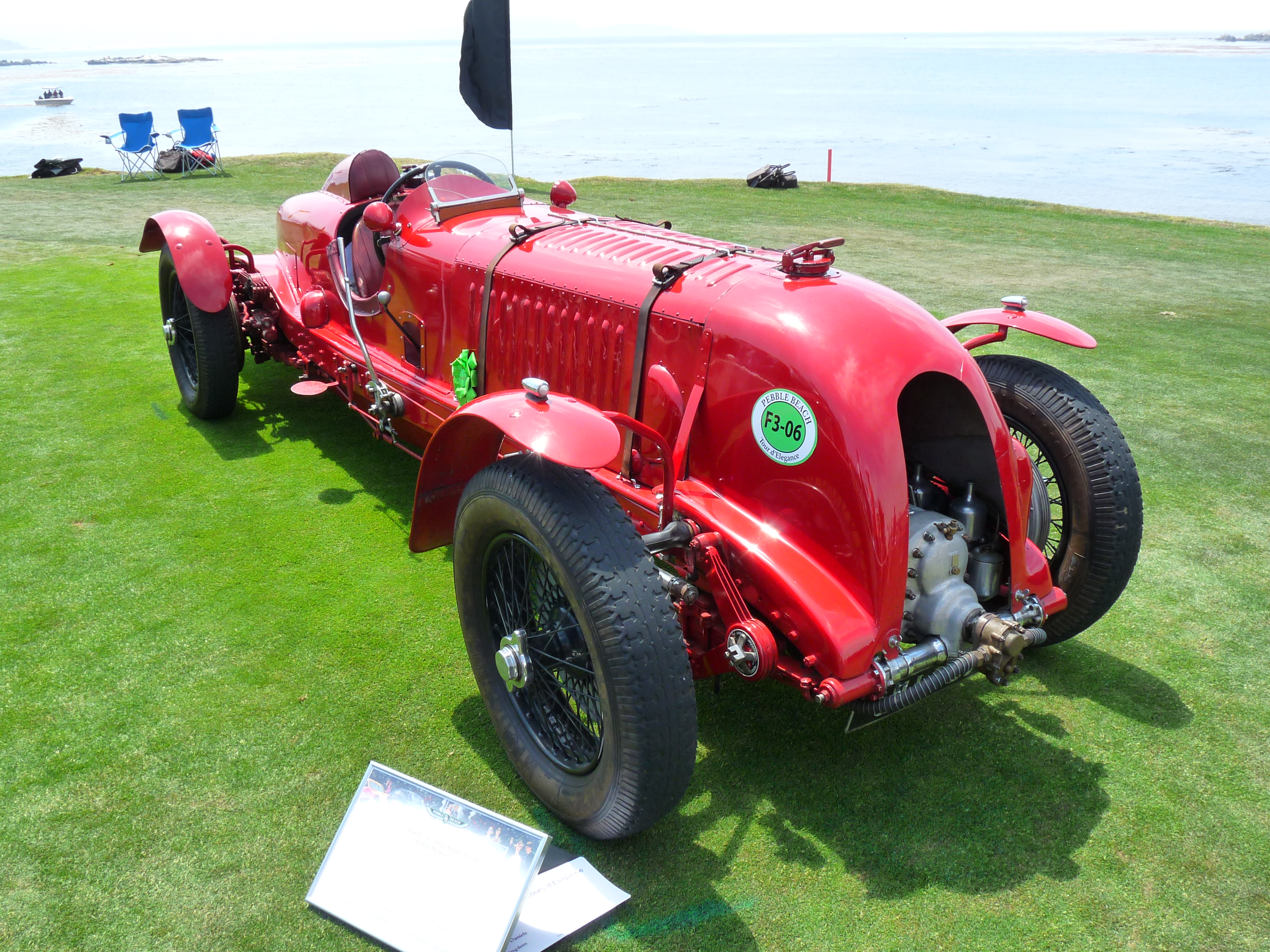
La Blower rouge « Monoposto » de Henry « Tim » Birkin.

Entre 1927 et 1931, plusieurs Bentley 4½ Litre sont engagées en compétition, principalement aux 24 Heures du Mans. Le tout premier engagement a lieu à l’épreuve des 24 Heures du Mans de 1927 ; la Bentley, surnommée Old Mother Gun, est en fait un prototype destiné à juger du potentiel de l’automobile avant le lancement d’une éventuelle production en série. Désignée favorite, elle ne termine cependant pas la course en raison d’un accident ; elle prouve néanmoins suffisamment sa valeur auprès de Bentley pour le décider de lancer la production et livrer la même année les premiers modèles.
Loin d’être la plus puissante dans les épreuves mancelles, la 4½ Litre de Woolf Barnato et Bernard Rubin s’impose tout de même en 1928, devant une Stutz DV16 Blackhawk longtemps au coude à coude, établissant un nouveau record de vitesse moyenne à 111,22 km/h ; celle de Tim Birkin et du français Jean Chassagne finit quant à elle 5e. L’année suivante, trois 4½ Litre finissent 2e, 3e et 4e derrière une autre Bentley, la Speed Six, forte de deux cylindres de plus,,.
Si les Bentley 4½ Litre à moteur atmosphérique jouissaient d’une bonne fiabilité, ce n’est pas le cas des versions suralimentées ; les deux Blower engagées aux 24 Heures du Mans 1930 par « Hon. Miss Dorothy Paget », dont l’une est copilotée par Tim Birkin, seront en effet contraintes à l’abandon. En 1930, Birkin termine tout de même 2e au Grand Prix de France sur le circuit de Pau derrière une Bugatti Type 35,,. C’est à cette occasion qu’Ettore Bugatti, un peu vexé de la performance de Bentley, déclare que la 4½ Litre est le « camion le plus rapide du monde », la Type 35 étant bien plus légère, et consommant beaucoup moins ; la consommation d’une Blower peut en effet atteindre les quatre litres à la minute à pleine charge.
Mal adaptées aux épreuves d’endurance – Mildred Bruce, une femme pilote britannique, remporte pourtant en 1929 à Montlhéry le record de distance parcourue en solitaire sur 24 heures avec une vitesse moyenne de 143,88 km/h,. –, les Bentley Blower sont en revanche remarquables en vitesse pure. En 1930, le Daily Herald met en place un trophée pour récompenser le pilote le plus rapide ; l’épreuve se déroule sur le circuit de Brooklands à Surrey. La première année, le trophée est entre autres disputé par Tim Birkin et Kaye Don ; il est remporté par ce dernier avec 221,41 km/h. En 1932, Tim Birkin remporte à son tour le trophée au volant de sa Blower rouge, signant ainsi un nouveau record à 222,03 km/h.
| Année | Épreuve                            | Position | Pilotes                                | Équipe              | Modèle           |
| 1928  | 24 Heures du Mans                  | 1er      | Woolf Barnato Bernard Rubin            | Bentley Motors Ltd. | Bentley 4½ Litre |
| 1929  | 24 Heures du Mans                  | 2e       | Jock Lawson Dunfee Glen Kidston        | Bentley Motors Ltd. | Bentley 4½ Litre |
| 1929  | 24 Heures du Mans                  | 3e       | Dr. Dudley Benjafield André d’Erlanger | Bentley Motors Ltd. | Bentley 4½ Litre |
| 1929  | Grand Prix d'Irlande (Eireann Cup) | 3e       | Sir Henry « Tim » Birkin               | Bentley Motors Ltd. | Bentley Blower   |
| 1930  | Grand Prix de France               | 2e       | Sir Henry « Tim » Birkin               | Bentley Motors Ltd. | Bentley Blower   |
| 1930  | 500 miles de Brooklands            | 2e       | Dr. Dudley Benjafield Edward R. Hall   | Bentley Motors Ltd. | Bentley 4½ Litre |

## Épilogue

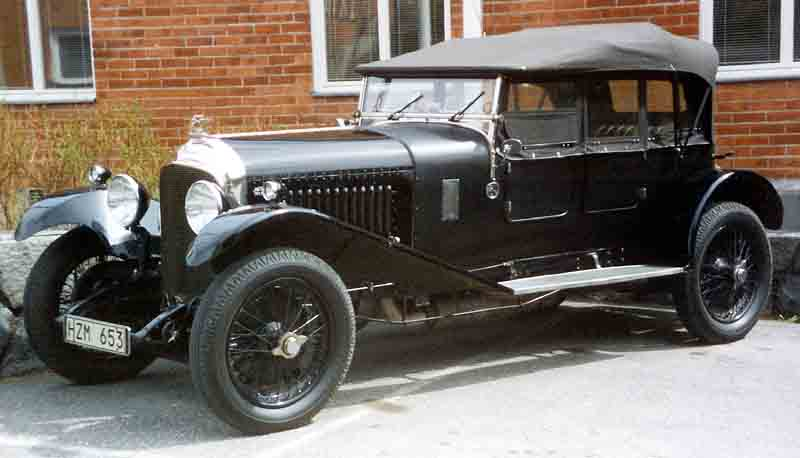
Une Bentley 4½ Litre Sporting Four Seater de 1929.

En 1931, après avoir vendu 720 exemplaires de 4½ Litre – 655 à moteur atmosphérique et 55 à moteur suralimenté – en trois différentes versions (Tourer, Drophead Coupé et Sporting Four Seater) carrossées par Bentley mais également par Freestone & Webb, Gurney Nutting, Vikers ou encore Vanden Plas, Bentley met fin à ses activités. Victime comme beaucoup de constructeurs automobiles de la récession qui frappe l’Europe à la suite du krach de 1929, W.O. Bentley est contraint de vendre son entreprise ; Rolls-Royce en fait l’acquisition en novembre 1931 pour un montant de 125 175 £,.
Représentatives des automobiles Bentley, lourdes, puissantes et élégantes, d’avant-guerre – la « Belle Époque » de l’automobile pour certains –, les 4½ Litre se négocient de nos jours à partir de 100 000 € et peuvent atteindre plus de 1 500 000 € lorsqu’il s’agit d’une Blower. Cette dernière est la plus emblématique des Bentley d’avant-guerre et la plus appréciée des collectionneurs, même si elle n’a finalement jamais remporté une seule course, et qu'elle a toujours été détestée de W.O. Bentley ; dans son autobiographie, il déplore « la quantité de bonne volonté évaporée avec ces voitures suralimentées dénuées de la fiabilité qui, dès le début, avait fait partie du credo de Bentley Motors ». Beaucoup considèrent qu’elle est à l’automobile ce que le Spitfire est à l’aéronautique,. Une partie de cette notoriété lui vient peut-être des romans de Ian Fleming dans lesquels James Bond conduit une Blower de 1930.